# Grímur Jónsson Thorkelín
Grímur Jónsson Thorkelín, född 8 oktober 1752, död 4 mars 1829 i Köpenhamn, var en isländsk historiker. 
Thorkelin blev student 1773 och sekreterare i arnemagneanska kommissionen 1777, anställdes vid danska gehejmearkivet år 1780 (arkivarie 1791) och blev slutligen konferensråd. Han utgav en mängd fornskrifter, i synnerhet lagar, såsom Islands gamla och nya "Kristinréttur" (1775–1777), en samling danska kyrkolagar (1784), "Diplomatarium arnamagnæanum" (I–II, 1786) och Magnus Lagaböters Gulatingslag (1817). Dessutom utgav han första upplagan av det anglosaxiska kvädet "Beowulfs drápa" ("De danorum rebus gestis", 1815).